# Xã Cullen, Quận Pulaski, Missouri
Xã Cullen (tiếng Anh: Cullen Township) là một xã thuộc quận Pulaski, tiểu bang Missouri, Hoa Kỳ. Năm 2010, dân số của xã này là 38.431 người.